# Aeroportul Magan
Aeroportul Magan (IATA: GYG, ICAO: UEMM) este un aeroport din Iacutia, Rusia. Aeroportul a fost tranzitat în 2017 de 10.672 de pasageri.
Situat la o altitudine de 176 m, aeroportul dispune de o singură pistă.